# Dmitri Anatoljewitsch Bogdanow
Dmitri Anatoljewitsch Bogdanow (russisch Дмитрий Анатольевич Богданов, engl. Transkription Dmitriy Bogdanov; * 11. April 1979 in Leningrad) ist ein russischer Mittelstreckenläufer, der sich auf die 800-Meter-Distanz spezialisiert hat.
Bei den Olympischen Spielen 2000 in Sydney schied er im Vorlauf aus. Als Teil der russischen Mannschaft in der 4-mal-400-Meter-Staffel erreichte er das Halbfinale.
2002 wurde er Vierter bei den Leichtathletik-Halleneuropameisterschaften in Wien. Bei den Leichtathletik-Europameisterschaften 2002 in München scheiterte er ebenso in der ersten Runde wie bei den Leichtathletik-Weltmeisterschaften 2003 in Paris/Saint-Denis und den Olympischen Spielen 2004 in Athen. 
2005 gewann er Gold bei den Halleneuropameisterschaften in Madrid. Bei den Weltmeisterschaften 2005 in Helsinki und 2007 in Osaka erreichte er jeweils das Halbfinale, und bei den Olympischen Spielen 2008 kam er erneut nicht über den Vorlauf hinaus.
Bislang wurde er fünfmal russischer Meister im Freien (2000, 2002, 2003, 2005, 2006) und dreimal in der Halle (2002, 2005, 2008).

## Persönliche Bestleistungen
- 400 m: 46,50 s, 5. Juli 2002, Moskau
  - Halle: 47,18 s, 25. Februar 2003, Moskau
- 800 m: 1:44,33 min, 3. Juli 2006, Athen
  - Halle: 1:45,76 min, 9. März 2008, Valencia
- 1000 m (Halle): 2:21,03 min, 7. Januar 2002, Jekaterinburg
- 1500 m: 3:43,38 min, 13. Juli 2005, Tula